# Julie Kavner
Julie Deborah Kavner va néixer en Los Angeles, Califòrnia (Estats Units), el 7 de setembre de 1950. Actriu jueva, guanyadora d'un premi Emmy, més coneguda pel seu paper de Brenda Morgenstern en Rhoda en els anys 1970 i per ser la veu de Marge Simpson en la sèrie animada Els Simpson.

## Biografia
Kavner va créixer completament en el sud-est de Califòrnia, un factor que sorprèn a moltes persones que la identifiquen com la novaiorquesa Brenda Morgenstern, per la seva veu nasal realitzant un so prefecto d'algú que viu en la costa est dels Estats Units. Kavner estudi en la secundària de Beverly Hills, i va estudiar teatre graduant-se amb honors de la Universitat de San Diego en 1971. Després que Rhoda va acabar, Kavner va passar a realitzar pel·lícules. En 1992 va protagonitzar la comèdia Nora Ephron This Is My Life ("Aquesta és la meva vida"). Va voler que fos uns dels seus millors treballs, però va rebre males crítiques i no va tenir molt èxit de taquilla. Després d'això Kavner es va limitar a treballar fent veus.
El 1975, va rebre una nominació pel seu paper protagonista en l'especial The Girl Who Couldn't Lose. Kavner és una de les actrius que freqüentment apareix en les pel·lícules de Woody Allen És vista freqüentment com a actriu de repartiment. Kavner va tenir el paper de Brenda Morgenstern al programa televisiu Rhoda. Una vegada que va acabar Rhoda, Kavner va començar a treballar en pel·lícules. Ha aparegut en diverses pel·lícules de Woody Allen, incloent Dies de ràdio (juntament amb Michael Tucker, Mia Farrow, i Diane Wiest); Històries de Nova York (amb Allen); Alice (novament amb Farrow); Ombres i boira (una altra vegada amb Allen); Hannah i les seves germanes (amb Allen) i Desmuntant Harry (juntament amb Richard Benjamin i Julia Louis-Dreyfus). També va aparèixer en Despertar (juntament amb Robin Williams i Robert De Niro), Revenge of the Stepford Wives (1980), i la comèdia de 1992 de Nora Ephron This Is My Life. Aquest paper en particular va ser el que l'anava a llançar a la fama, però va tenir crítiques regulars i no va ser un èxit de taquilla. Des d'aleshores Kavner ha treballat en papers com a actriu de repartiment i com a actriu de veu. Més recentment, ha interpretat a la mare d'Adam Sandler en Click. També va treballar amb Tracey Ullman al seu famós programa de comèdia, a més de Tracey Takes On.
Al teatre, ha treballat sota la direcció de Burt Reynolds en Two for the Seesaw juntament amb Martin Sheen en el Teatre Reynolds's Dinner, a Jupiter, Florida. Al Canadà, va protagonitzar It Had To Be You, escrita per Renée Taylor i Joseph Bologna.
En la pel·lícula de Disney El Rei Lleó 3, Kavner va fer la veu de la mare de Timó en la versió en anglès original.
A Els Simpson, Kavner fa les veus de Marge Simpson, Patty Bouvier, Selma Bouvier, Jacqueline Ingrid "Jackie" Bouvier i Gladys Bouvier. És reconeguda per negar-se a fer les veus dels seus personatges en públic. Kavner fins i tot no permet que la fotografiïn ni filmin quan grava les veus dels Simpson. La raó d'això és que contorsiona la seva cara quan parla, i no vol que el públic la vegi. Per fer la veu de Marge, Kavner fa créixer la seva veu una octava, i la fa més aspra; per fer les de Patty i Selma, baixa la seva veu una octava, i la fa encara més aspra.
El creador de la sèrie, Matt Groening, va dir, "La meva idea original sobre la família de Marge era que fossin completament infelices. El que li vaig dir a Julie originalment va ser que havia d'interpretar-los com si li llevessin la vida a tot el que veuen".

## Filmografia
| Any  | Títol                                                              | Paper                                        |
| ---- | ------------------------------------------------------------------ | -------------------------------------------- |
| 1980 | Revenge of the Stepford Wives                                      | Megan Brady                                  |
| 1982 | National Lampoon Goes to the Movies                                | Sra. Falcone                                 |
| 1985 | Bad Medicine                                                       | Cookie Katz                                  |
| 1986 | Hannah i les seves germanes (Hannah and Her Sisters)               | Gail                                         |
| 1987 | Dies de ràdio (Radio Days)                                         | Mare                                         |
| 1987 | Capitulació (Surrender)                                            | Ronnie                                       |
| 1989 | Històries de Nova York (New York Stories) (Segment Oedipus Wrecks) | Treva                                        |
| 1990 | Alice                                                              | Decorador                                    |
| 1990 | Despertar (Awakenings)                                             | Eleanor Costello                             |
| 1992 | Ombres i boira (Shadows and Fog)                                   | Ànima                                        |
| 1992 | This is My Life                                                    | Dottie Ingels                                |
| 1994 | I'll Do Anything                                                   | Nan Mulhanney                                |
| 1995 | Oblidar París (Forget Paris)                                       | Lucy                                         |
| 1997 | Desmuntant Harry (Deconstructing Harry)                            | Personatge Grace/Harry                       |
| 1998 | Dr. Dolittle                                                       | Paloma                                       |
| 1999 | Judy Berlin                                                        | Marie                                        |
| 1999 | A Walk on the Moon                                                 | Presentadora                                 |
| 2001 | Someone Like You                                                   | Animal                                       |
| 2004 | The Lion King 3: Hakuna Matata                                     | Ma                                           |
| 2006 | Click                                                              | Trudy Newman                                 |
| 2007 | The Simpsons Movie                                                 | Marge Simpson, Patty Bouvier i Selma Bouvier |

## Sèries
| Any          | Treball                | Personatge         |
| 1974-1978    | Rhoda                  | Brenda Morgenstern |
| 1987-1990    | The Tracey Ullman Show | Marge Simpson      |
| 1996-1999    | Tracey Takes On.       |                    |
| 1989-present | Els Simpson            | Marge Simpson      |

## Videojocs
| Any  | Joc                               | Personatge                                    |
| 1991 | Els Simpson                       | Marge Simpson                                 |
| 1996 | The Simpsons: Cartoon Studio      | Marge Simpson                                 |
| 1997 | The Simpsons: Virtual Springfield | Marge Simpson / Patty Bouvier / Selma Bouvier |
| 1999 | The Simpsons: Bowling             | Marge Simpson / Patty Bouvier / Selma Bouvier |
| 2001 | The Simpsons: Wrestling           | Marge Simpson                                 |
| 2001 | The Simpsons: Road Rage           | Marge Simpson                                 |
| 2002 | The Simpsons: Skateboarding       | Marge Simpson                                 |
| 2003 | The Simpsons: Hit & Run           | Marge Simpson / Patty Bouvier / Selma Bouvier |
| 2007 | The Simpsons Game                 | Marge Simpson / Patty Bouvier / Selma Bouvier |
| 2012 | The Simpsons: Tapped Out          | Marge Simpson                                 |